# L.A. Guns
L.A. Guns — американський глем-метал гурт із Лос-Анджелеса, створений у 1983 році. Наразі склад складається з Трейсі Ганса (гітара), Філа Льюїса (вокал), Ейса фон Джонсона (ритм-гітара, бек-вокал), Джонні Мартіна (бас, бек-вокал), Адама Гамільтона (студійні барабани) і Шона. Дункан (живі барабани). Перше втілення гурту було створено Трейсі Гансом і Робом Гарднером у 1983 році та об'єдналося з колегою з Лос-Анджелеса, Hollywood Rose, щоб сформувати Guns N' Roses у березні 1985 року. Після короткого перебування в цьому гурті, Guns реформували L.A. Guns і складалося з Пола Блека, Міка Кріппса, Роберта Стоддарда та Ніка Олександра. Блека незабаром замінить колишня співачка Girl Філ Льюїс, а до гурту приєднається колишня басистка Faster Pussycat Келлі Нікелс. Пізніше Олександра Ніка змінив колишній барабанщик W.A.S.P. Стів Райлі, і це було відомо, як «класичний склад» L.A. Guns. Вони досягли помірного успіху в чартах наприкінці 1980-х і на початку 1990-х років. Однак гурт зазнав численних змін у складі і не змогла відновити увагу цілеспрямованої аудиторії.
У 1999 році «класичний» склад гурту возз'єднався та почав запис нового матеріалу. Проте гурт продовжував змінювати склад, і Guns зрештою пішли, щоб створити хард-рок супергурту Brides of Destruction з Ніккі Сікс з Mötley Crüe у 2002 році. L.A. Guns продовжували працювати без Guns, залучивши гітариста Стейсі Блейдса, однак після його рішення відправити Brides of Destruction на перерву у 2006 році, Guns сформували The Tracii Guns Band. Склад гурту складався з колишніх учасників L.A. Guns Блека, Олександра, а також Джеремі Ганса (хоча згодом склад змінився), і гурт згодом змінив назву на L.A. Guns. Обидва гурти продовжували записувати та гастролювати під псевдонімом L.A. Guns до 2012 року, коли версія гурту під керівництвом Tracii Guns розпалася. Райлі помер у 2023 році.

## Історія

### Формування і Guns N' Roses (1983—1985)
—Black on why he was replaced.
Гурт L.A. Guns вперше був створений у 1983 році гітаристом Трейсі Гансом і барабанщиком Робом Гарднером. До першого складу увійшли співак Майк Ягош, басист Оле Бейх і Гарднер. Ганс, Гарднер і Ягош познайомилися в середній школі Фейрфакса, а раніше грали в гурті під назвою Pyrrhus з басистом Дані Таллом. Цей склад записав дебютний мініальбом гурту Collector's Edition No. 1 до того, як Ягоша змінив Ексл Роуз. Спочатку випущений на вінілі, платівка була спродюсована та розроблена гітаристом блюзу/року Чаком Розою та вийшла на Raz Records (незалежний голлівудський звукозаписний лейбл, названий на честь менеджера гурту Раза К'ю). Той самий матеріал пізніше буде випущений, як бонусний диск зі збірним альбомом Hollywood Raw у 2004 році.
Роуз очолював гурт Rapidfire, перш ніж сформувати Hollywood Rose, гурт, сформований після знайомства гітаристів Іззі Стредліна та Кріса Вебера. Після розпаду Hollywood Rose у 1984 році співачка Rose приєдналася до L.A. Guns. Однак Hollywood Rose ненадовго возз'єдналися після повернення Роуз, Страдлін, Вебер і Стів Дерроу, а барабанщик L.A. Guns Гарднер також приєднався до гурту. Вебера, який покинув, щоб переїхати до Нью-Йорка, незабаром замінив Трейсі Ганс. Гурт змінив назву на Guns N' Roses (об'єднавши назви L.A. Guns і Hollywood Rose) зі складом, що складається з Ексла Роуза, Трейсі Ганса, Іззі Страдліна, Оле Бейча та Роба Гарднера.
Зрештою Бейча замінив Дафф МакКаган, тоді як Ганс покинув гурт (після сварки з Роузом), його змінив Слеш. Маккеган продовжив книжкові покази, які проходили між Сакраменто та Сіетлом й отримали назву "The Hell Tour ". Протягом цього часу Гарднер покинув гурт, і його замінив Стівен Адлер, і цей склад став відомим як «класичний склад» Guns N' Roses.

### Реформація та успіх основної течії (1985—1992)
Пізніше, у 1986 році, Guns реформували L.A. Guns з Міком Кріппсом, Полом Блеком, Нікі Олександром і Робертом Стоддардом, колишнім вокалістом The Dogs D'Amour, який ненадовго став гітаристом гурту, написавши пісню «Nothing to Lose», яка увійшла до дебютного альбому L.A. Guns. Спочатку гурт мав називатися Faster Pussycat (пізніше назва іншого гурту ; кілька учасників цього гурту протягом багатьох років також були в L.A. Guns), але незабаром знову прийняли прізвисько L.A. Guns. Після написання матеріалу та відтворення шоу гурт підписав контракт з PolyGram. Блека незабаром замінив колишній співак Girl Phil Lewis, а Келлі Нікелс (раніше у Faster Pussycat) була додана до складу.
Вони записали свій дебютний альбом під назвою L.A. Guns з продюсером Джимом Фарачі. Альбом містить шість пісень, написаних у співавторстві з колишнім співаком Полом Блеком («No Mercy», «Sex Action», «One More Reason», «Nothing to Lose», «Bitch is Back» і «One Way Ticket»), тоді як після завершення альбому барабанщик Олександр був замінений колишнім барабанщиком WASP Стівом Райлі (водночас Райлі зазначається, як барабанщик L.A. Guns у нотатках до альбому, а Олександру дали лише барабанні партії). Альбом був випущений у 1988 році через PolyGram/ Vertigo Records, досягнувши 50 місця в Billboard 200. Після короткого туру на підтримку альбому гурт повернувся до студії, щоб записати свій новий альбом з продюсерами Дуейном Бароном, Джоном Перделлом і Томом Верманом. Попри те, що гурт (Льюїс, Ганс, Кріппс, Нікелс і Райлі) написала матеріал для альбому, у «Never Enough» були включені додаткові внески Пола Блека, Грегга Тріппа та Філа Роя. Робін Зандер і Рік Нільсен, обидва з Cheap Trick, також з'являються в альбомі.
Випущений у 1989 році новий альбом L.A. Guns під назвою Cocked &amp; Loaded досяг 38 позиції в Billboard 200, тоді як сингл "The Ballad of Jayne « посів 25 і 33 позиції в Mainstream Rock Chart і Billboard Hot 100 відповідно. Згодом альбом став золотим і, зрештою, платиновим. Вони випустили свій третій альбом під назвою „Hollywood Vampires“ у 1991 році, який посів 42 місце в Billboard 200. Сингли „Kiss My Love Goodbye“ і „It's Over Now“ досягли 16 і 25 позиції в Mainstream Rock Chart відповідно, тоді як It's Over Now» також посів 62 позицію в Billboard Hot 100. Барабанщик Райлі був звільнений з L.A. Guns у 1992 році після туру гурту по Європі зі Skid Row за нібито напад на Льюїса.

## Учасники гурту
Поточні учасники LA Guns
- Трейсі Ганс — гітара, бек-вокал (1983–1985, 1985–2002, 2016–до тепер; 2006–2012 у Tracii Guns' L.A. Guns), ритм-гітара (1983–1985, 1995–1999, 2001–2002; 2006–2012 у Tracii Guns' L.A. Guns)
- Філ Льюїс — вокал (1987–1995, 1999–до тепер), ритм-гітара (2003–2016)
- Адам Гамільтон — барабани (2020–тільки для сеансу), клавішні (2001–2007, 2018), бас (2001–2007), ритм-гітара (2018), бек-вокал (2001–2007, 2018, 2020–до тепер)
- Джонні Мартін — бас (2016-до тепер)
- Ейс фон Джонсон — ритм-гітара, бек-вокал (2018–до тепер)
- Шон Дункан — барабани, перкусія (2022–до тепер, тільки наживо)

Поточні учасники Riley's LA Guns
- Келлі Нікелс — бас, бек-вокал, час від часу на губній гармошці (2018–до тепер; 1987–1995, 1999–2000 у Guns'/Lewis' L.A. Guns)
- Скотт Гріффін — головна гітара, бек-вокал (2018–до тепер), ритм-гітара (2018–2019), бас (2007–2009, 2011–2014 у Riley'/Lewis' L.A. Guns)
- Курт Фроліх — головний вокал, ритм-гітара (2019–до тепер)

## Дискографія
Студійні альбоми
- L.A. Guns (1988)
- Cocked &amp; Loaded (1989)
- Hollywood Vampires (1991)
- Vacious Circle (1994)
- American Hardcore (1996)
- Shrinking Violet (1999)
- Man in the Moon (2001)
- Waking the Dead (2002)
- Tales from the Strip (2005)
- Hollywood Forever (2012)
- The Missing Peace (2017)
- The Devil You Know (2019)
- Checkered Past (2021)
- Black Diamonds (2023)